# Phó Thủ tướng Nga
Phó Chủ tịch Chính phủ Liên bang Nga (tiếng Nga: Заместитель председателя Правительства Российской Федерации) là thành viên của Chính phủ Nga. Chức vụ còn được gọi thông thường là  "phó thủ tướng" cả trong và ngoài nước Nga.
Theo Chương 6, Điều 110 của Hiến pháp Nga, "Chính phủ Liên bang Nga gồm Thủ tướng Chính phủ, các Phó thủ tướng và các bộ trưởng liên bang". Điều 112 quy định rằng Thủ tướng Chính phủ Liên bang Nga trình Tổng thống Liên bang Nga dự kiến ứng viên các Phó Thủ tướng Chính phủ Liên bang Nga và các bộ trưởng liên bang.
Vai trò của phó thủ tướng chính phủ Liên bang Nga là điều phối viên các hoạt động của các cơ quan chính phủ liên bang và thực hiện các nhiệm vụ khác để đối phó với các vấn đề hoặc sự kiện cụ thể. Đó là một chức vụ tạm thời thường được nắm giữ bởi nhiều người cùng một lúc, với người cao cấp nhất trong số họ là Phó Thủ tướng thứ nhất Chính phủ Nga.

## Phó Thủ tướng hiện tại
| Chức danh                                                                      | Hình ảnh      | Họ và tên            | Đảng          | Đảng                | Nhiệm kỳ        |
| Phó Thủ tướng                                                                  | Phó Thủ tướng | Phó Thủ tướng        | Phó Thủ tướng | Phó Thủ tướng       | Phó Thủ tướng   |
| ------------------------------------------------------------------------------ | ------------- | -------------------- | ------------- | ------------------- | --------------- |
| Phó Thủ tướng thứ nhất                                                         |               | Andrey Belousov      |               | Không đảng phái     | 21/1/2020 - nay |
| Phó Thủ tướng – Tham mưu trưởng cho Chính phủ                                  | không khung   | Dmitry Grigorenko    |               | Không đảng phái     | 21/1/2020 - nay |
| Phó Thủ tướng – Đặc phái viên Tổng thống đến Vùng liên bang Viễn Đông          |               | Yury Trutnev         |               | Nước Nga Thống nhất | 21/1/2020 - nay |
| Phó Thủ tướng về Giao thông, Truyền thông và Số hóa nền kinh tế                | không khung   | Viktoria Abramchenko |               | Không đảng phái     | 21/1/2020 - nay |
| Phó Thủ tướng về các vấn đề chính sách xã hội                                  |               | Tatyana Golikova     |               | Nước Nga Thống nhất | 21/1/2020 - nay |
| Phó Thủ tướng về Công nghiệp Quốc phòng, Tên lửa và Không gian                 |               | Yury Borisov         |               | Không đảng phái     | 21/1/2020 - nay |
| Phó Thủ tướng về tổ hợp Nông-Công nghiệp, Tài nguyên thiên nhiên và Môi trường | không khung   | Alexey Overchuk      |               | Không đảng phái     | 21/1/2020 - nay |
| Phó Thủ tướng về Xây dựng, Nhà ở, Dịch vụ và Phát triển vùng                   |               | Marat Khusnullin     |               | Không đảng phái     | 21/1/2020 - nay |
| Phó Thủ tướng về Văn hóa, Thể thao và Du lịch                                  | không khung   | Dmitry Chernyshenko  |               | Không đảng phái     | 21/1/2020 - nay |

## Danh sách Phó Thủ tướng
| Tên                   | Bổ nhiệm             | Miễn nhiệm           | Ghi chú                                                                             | Nội các                             |
| --------------------- | -------------------- | -------------------- | ----------------------------------------------------------------------------------- | ----------------------------------- |
| Gennady Burbulis      | 6 tháng 11 năm 1991  | 14 tháng 4 năm 1992  | Phó Thủ tướng thứ nhất                                                              | Gaidar–Yeltsin                      |
| Alexander Shokhin     | 6 tháng 11 năm 1991  | 20 tháng 1 năm 1994  |                                                                                     | Gaidar–Yeltsin Chernomyrdin I       |
| Yegor Gaidar          | 6 tháng 11 năm 1991  | 15 tháng 12 năm 1992 | Phó Thủ tướng thứ nhất – từ 2 tháng 3 năm 1992 Quyền Thủ tướng – từ 15 tháng 6      | Gaidar–Yeltsin                      |
| Sergey Shakhray       | 12 tháng 12 năm 1991 | 20 tháng 4 năm 1992  |                                                                                     | Gaidar–Yeltsin                      |
| Mikhail Poltoranin    | 22 tháng 2 năm 1992  | 25 tháng 11 năm 1992 |                                                                                     | Gaidar–Yeltsin                      |
| Valery Makharadze     | 2 tháng 3 năm 1992   | 23 tháng 12 năm 1992 |                                                                                     | Gaidar–Yeltsin                      |
| Georgy Khizha         | 20 tháng 5 năm 1992  | 11 tháng 5 năm 1993  |                                                                                     | Gaidar–Yeltsin Chernomyrdin I       |
| Viktor Chernomyrdin   | 30 tháng 5 năm 1992  | 14 tháng 12 năm 1992 |                                                                                     | Gaidar–Yeltsin                      |
| Anatoly Chubais       | 1 tháng 6 năm 1992   | 16 tháng 11 năm 1996 | Phó Thủ tướng thứ nhất – from 5 tháng 11 năm 1994                                   | Gaidar–Yeltsin Chernomyrdin I       |
| Vladimir Shumeyko     | 2 tháng 6 năm 1992   | 20 tháng 1 năm 1994  | Phó Thủ tướng thứ nhất                                                              | Gaidar–Yeltsin Chernomyrdin I       |
| Boris Saltykov        | 4 tháng 6 năm 1992   | 25 tháng 3 năm 1993  |                                                                                     | Gaidar–Yeltsin Chernomyrdin I       |
| Sergey Shakhray       | 11 tháng 11 năm 1992 | 20 tháng 1 năm 1994  |                                                                                     | Gaidar–Yeltsin Chernomyrdin I       |
| Yury Yarov            | 23 tháng 12 năm 1992 | 24 tháng 7 năm 1996  |                                                                                     | Gaidar–Yeltsin Chernomyrdin I       |
| Boris Fyodorov        | 23 tháng 12 năm 1992 | 20 tháng 1 năm 1994  |                                                                                     | Chernomyrdin I                      |
| Alexander Zaveryukha  | 10 tháng 2 năm 1993  | 17 tháng 3 năm 1997  |                                                                                     | Chernomyrdin I Chernomyrdin II      |
| Oleg Lobov            | 25 tháng 4 năm 1993  | 18 tháng 9 năm 1993  | Phó Thủ tướng thứ nhất                                                              | Chernomyrdin I                      |
| Oleg Soskovets        | 30 tháng 4 năm 1993  | 20 tháng 6 năm 1996  | Phó Thủ tướng thứ nhất                                                              | Chernomyrdin I                      |
| Yegor Gaidar          | 18 tháng 9 năm 1993  | 20 tháng 1 năm 1994  | Phó Thủ tướng thứ nhất                                                              | Chernomyrdin I                      |
| Alexander Shokhin     | 23 tháng 3 năm 1994  | 6 tháng 11 năm 1994  |                                                                                     | Chernomyrdin I                      |
| Sergey Shakhray       | 7 tháng 4 năm 1994   | 5 tháng 1 năm 1996   |                                                                                     | Chernomyrdin I                      |
| Oleg Davydov          | 9 tháng 11 năm 1994  | 17 tháng 3 năm 1997  |                                                                                     | Chernomyrdin I Chernomyrdin II      |
| Alexei Bolshakov      | 9 tháng 11 năm 1994  | 17 tháng 3 năm 1997  | Phó Thủ tướng thứ nhất – từ 14 tháng 8 năm 1996                                     | Chernomyrdin I Chernomyrdin II      |
| Vladimir Polevanov    | 25 tháng 11 năm 1994 | 24 tháng 1 năm 1995  |                                                                                     | Chernomyrdin I                      |
| Nikolai Yegorov       | 7 tháng 12 năm 1994  | 30 tháng 6 năm 1995  |                                                                                     | Chernomyrdin I                      |
| Vitaly Ignatenko      | 31 tháng 5 năm 1995  | 17 tháng 3 năm 1997  |                                                                                     | Chernomyrdin I Chernomyrdin II      |
| Vladimir Kinelyov     | 6 tháng 1 năm 1996   | 14 tháng 8 năm 1996  |                                                                                     | Chernomyrdin I                      |
| Vladimir Kadannikov   | 25 tháng 1 năm 1996  | 14 tháng 8 năm 1996  | Phó Thủ tướng thứ nhất                                                              | Chernomyrdin I                      |
| Alexander Kazakov     | 25 tháng 1 năm 1996  | 19 tháng 7 năm 1996  |                                                                                     | Chernomyrdin I                      |
| Oleg Lobov            | 18 tháng 6 năm 1996  | 17 tháng 3 năm 1997  | Phó Thủ tướng thứ nhất – tới 14 tháng 8 năm 1996                                    | Chernomyrdin I Chernomyrdin II      |
| Viktor Ilyushin       | 14 tháng 8 năm 1996  | 17 tháng 3 năm 1997  | Phó Thủ tướng thứ nhất                                                              | Chernomyrdin II                     |
| Vladimir Potanin      | 14 tháng 8 năm 1996  | 17 tháng 3 năm 1997  | Phó Thủ tướng thứ nhất                                                              | Chernomyrdin II                     |
| Vladimir Babichev     | 14 tháng 8 năm 1996  | 17 tháng 3 năm 1997  |                                                                                     | Chernomyrdin II                     |
| Alexander Livshits    | 14 tháng 8 năm 1996  | 17 tháng 3 năm 1997  |                                                                                     | Chernomyrdin II                     |
| Valery Serov          | 14 tháng 8 năm 1996  | 28 tháng 2 năm 1998  |                                                                                     | Chernomyrdin II                     |
| Vladimir Fortov       | 17 tháng 8 năm 1996  | 17 tháng 3 năm 1997  |                                                                                     | Chernomyrdin II                     |
| Anatoly Kulikov       | 4 tháng 2 năm 1997   | 23 tháng 3 năm 1998  | kiêm nhiệm Bộ trưởng Bộ Nội vụ                                                      | Chernomyrdin II                     |
| Anatoly Chubais       | 7 tháng 3 năm 1997   | 23 tháng 3 năm 1998  | Phó Thủ tướng thứ nhất                                                              | Chernomyrdin II                     |
| Oleg Sysuyev          | 17 tháng 3 năm 1997  | 16 tháng 9 năm 1998  |                                                                                     | Chernomyrdin II Kiriyenko           |
| Alfred Koch           | 17 tháng 3 năm 1997  | 13 tháng 8 năm 1997  |                                                                                     | Chernomyrdin II                     |
| Yakov Urinson         | 17 tháng 3 năm 1997  | 30 tháng 4 năm 1998  |                                                                                     | Chernomyrdin II                     |
| Boris Nemtsov         | 17 tháng 3 năm 1997  | 28 tháng 8 năm 1998  | Phó Thủ tướng thứ nhất – tới 28 tháng 4 năm 1998                                    | Chernomyrdin II Kiriyenko           |
| Vladimir Bulgak       | 17 tháng 3 năm 1997  | 30 tháng 4 năm 1998  |                                                                                     | Chernomyrdin II                     |
| Viktor Khlystun       | 19 tháng 5 năm 1997  | 24 tháng 4 năm 1998  |                                                                                     | Chernomyrdin II                     |
| Ramazan Abdulatipov   | 1 tháng 8 năm 1997   | 24 tháng 4 năm 1998  |                                                                                     | Chernomyrdin II                     |
| Maxim Boycko          | 13 tháng 8 năm 1997  | 15 tháng 11 năm 1997 |                                                                                     | Chernomyrdin II                     |
| Farit Gazizullin      | 20 tháng 12 năm 1997 | 24 tháng 4 năm 1998  |                                                                                     | Chernomyrdin II                     |
| Ivan Rybkin           | 2 tháng 3 năm 1998   | 24 tháng 4 năm 1998  |                                                                                     | Chernomyrdin II                     |
| Sergei Kiriyenko      | 23 tháng 3 năm 1998  | 24 tháng 4 năm 1998  | Phó Thủ tướng thứ nhất Quyền Thủ tướng                                              | Chernomyrdin II                     |
| Viktor Khristenko     | 28 tháng 4 năm 1998  | 28 tháng 9 năm 1998  |                                                                                     | Kiriyenko                           |
| Boris Fyodorov        | 17 tháng 8 năm 1998  | 28 tháng 9 năm 1998  |                                                                                     | Primakov                            |
| Yuri Maslyukov        | 11 tháng 9 năm 1998  | 19 tháng 5 năm 1999  | Phó Thủ tướng thứ nhất                                                              | Primakov                            |
| Vladimir Bulgak       | 16 tháng 9 năm 1998  | 19 tháng 5 năm 1999  |                                                                                     | Primakov                            |
| Vladimir Ryzhkov      | 16 tháng 9 năm 1998  | 21 tháng 9 năm 1998  | từ chức sau 5 ngày                                                                  | Primakov                            |
| Alexander Shokhin     | 26 tháng 9 năm 1998  | 30 tháng 9 năm 1998  |                                                                                     | Primakov                            |
| Vadim Gustov          | 18 tháng 9 năm 1998  | 27 tháng 4 năm 1999  | Phó Thủ tướng thứ nhất                                                              | Primakov                            |
| Gennady Kulik         | 21 tháng 9 năm 1998  | 19 tháng 5 năm 1999  |                                                                                     | Primakov                            |
| Valentina Matviyenko  | 24 tháng 9 năm 1998  | 11 tháng 3 năm 2003  |                                                                                     | Primakov Stepashin Putin I Kasyanov |
| Sergei Stepashin      | 27 tháng 4 năm 1999  | 19 tháng 5 năm 1999  | Phó Thủ tướng thứ nhất Quyền Thủ tướng – từ 12 tháng 5                              | Primakov                            |
| Nikolai Aksyonenko    | 21 tháng 5 năm 1999  | 10 tháng 1 năm 2000  | Phó Thủ tướng thứ nhất                                                              | Stepashin Putin I                   |
| Mikhail Zadornov      | 25 tháng 5 năm 1999  | 28 tháng 5 năm 1999  | Phó Thủ tướng thứ nhất                                                              | Stepashin                           |
| Vladimir Shcherbak    | 25 tháng 5 năm 1999  | 7 tháng 5 năm 2000   |                                                                                     | Stepashin Putin I                   |
| Viktor Khristenko     | 31 tháng 5 năm 1999  | 9 tháng 3 năm 2004   | Phó Thủ tướng thứ nhất – tới 10 tháng 1 năm 2000                                    | Stepashin Putin I Kasyanov          |
| Ilya Klebanov         | 31 tháng 5 năm 1999  | 18 tháng 2 năm 2002  |                                                                                     | Stepashin Putin I Kasyanov          |
| Vladimir Putin        | 9 tháng 8 năm 1999   | 16 tháng 8 năm 1999  | Phó Thủ tướng thứ nhất Quyền Thủ tướng                                              | Stepashin                           |
| Mikhail Kasyanov      | 10 tháng 1 năm 2000  | 17 tháng 5 năm 2000  | Phó Thủ tướng thứ nhất Quyền Thủ tướng – từ 7 tháng 5 năm 2000                      | Putin I                             |
| Sergey Shoigu         | 10 tháng 1 năm 2000  | 18 tháng 5 năm 2000  | kiêm nhiệm Bộ trưởng Bộ Tình trạng khẩn cấp                                         | Putin I                             |
| Alexei Kudrin         | 18 tháng 5 năm 2000  | 9 tháng 3 năm 2004   | kiêm nhiệm Bộ trưởng Bộ Tài chính                                                   | Kasyanov                            |
| Alexei Gordeyev       | 20 tháng 5 năm 2000  | 9 tháng 3 năm 2004   |                                                                                     | Kasyanov                            |
| Boris Alyoshin        | 24 tháng 4 năm 2003  | 9 tháng 3 năm 2004   |                                                                                     | Kasyanov                            |
| Galina Karyelova      | 24 tháng 4 năm 2003  | 9 tháng 3 năm 2004   |                                                                                     | Kasyanov                            |
| Alexander Zhukov      | 9 tháng 3 năm 2004   | 20 tháng 12 năm 2011 |                                                                                     | Frakov I Fradkov II Zubkov Putin II |
| Dmitry Medvedev       | 9 tháng 3 năm 2004   | 7 tháng 5 năm 2008   |                                                                                     | Fradkov I Fradkov II Zubkov         |
| Sergei Ivanov         | 14 tháng 11 năm 2005 | 22 tháng 12 năm 2011 | kiêm nhiệm Bộ trưởng Bộ Quốc phòng Phó Thủ tướng thứ nhất (2007–2008)               | Fradkov II Zubkov Putin II          |
| Sergei Naryshkin      | 25 tháng 2 năm 2007  | 12 tháng 5 năm 2008  |                                                                                     | Fradkov II Zubkov                   |
| Alexei Kudrin         | 24 tháng 9 năm 2007  | 26 tháng 9 năm 2011  | kiêm nhiệm Bộ trưởng Bộ Tài chính                                                   | Zubkov Putin II                     |
| Viktor Zubkov         | 12 tháng 5 năm 2008  | 21 tháng 5 năm 2012  | Phó Thủ tướng thứ nhất                                                              | Putin II                            |
| Igor Shuvalov         | 12 tháng 5 năm 2008  | 18 tháng 5 năm 2018  | Phó Thủ tướng thứ nhất                                                              | Putin II Medvedev I                 |
| Igor Sechin           | 12 tháng 5 năm 2008  | 21 tháng 5 năm 2012  |                                                                                     | Putin II                            |
| Sergei Sobyanin       | 12 tháng 5 năm 2008  | 21 tháng 10 năm 2010 |                                                                                     | Putin II                            |
| Dmitry Kozak          | 14 tháng 10 năm 2008 | 21 tháng 1 năm 2020  |                                                                                     | Putin II Medvedev I Medvedev II     |
| Alexander Khloponin   | 19 tháng 1 năm 2010  | 18 tháng 5 năm 2018  | Đặc phái viên Tổng thống đến vùng liên bang Bắc Caucasian – tới 12 tháng 5 năm 2014 | Putin II Medvedev I                 |
| Vyacheslav Volodin    | 21 tháng 10 năm 2010 | 27 tháng 12 năm 2011 |                                                                                     | Putin II                            |
| Dmitry Rogozin        | 23 tháng 12 năm 2011 | 18 tháng 5 năm 2018  |                                                                                     | Putin II Medvedev I                 |
| Vladislav Surkov      | 27 tháng 12 năm 2011 | 8 tháng 5 năm 2013   |                                                                                     | Putin II Medvedev I                 |
| Arkady Dvorkovich     | 21 tháng 5 năm 2012  | 18 tháng 5 năm 2018  |                                                                                     | Medvedev I                          |
| Olga Golodets         | 21 tháng 5 năm 2012  | 21 tháng 1 năm 2020  |                                                                                     | Medvedev I Medvedev II              |
| Sergei Prikhodko      | 22 tháng 5 năm 2013  | 18 tháng 5 năm 2018  |                                                                                     | Medvedev I                          |
| Yury Trutnev          | 31 tháng 8 năm 2013  |                      | Đặc phái viên Tổng thống đến Vùng liên bang Viễn Đông                               | Medvedev I Medvedev II Mishustin    |
| Vitaly Mutko          | 30 tháng 10 năm 2016 | 21 tháng 1 năm 2020  |                                                                                     | Medvedev I Medvedev II              |
| Anton Siluanov        | 18 tháng 5 năm 2018  | 21 tháng 1 năm 2020  | Phó Thủ tướng thứ nhất                                                              | Medvedev II                         |
| Alexey Gordeyev       | 18 tháng 5 năm 2018  | 21 tháng 1 năm 2020  |                                                                                     | Medvedev II                         |
| Konstantin Chuychenko | 18 tháng 5 năm 2018  | 21 tháng 1 năm 2020  |                                                                                     | Medvedev II                         |
| Yury Borisov          | 18 tháng 5 năm 2018  |                      |                                                                                     | Medvedev II Mishustin               |
| Tatyana Golikova      | 18 tháng 5 năm 2018  |                      |                                                                                     | Medvedev II Mishustin               |
| Maxim Akimov          | 18 tháng 5 năm 2018  | 21 tháng 1 năm 2020  |                                                                                     | Medvedev II                         |
| Andrey Belousov       | 21 tháng 1 năm 2020  |                      | Phó Thủ tướng thứ nhất                                                              | Mishustin                           |
| Dmitry Grigorenko     | 21 tháng 1 năm 2020  |                      |                                                                                     | Mishustin                           |
| Dmitry Chernyshenko   | 21 tháng 1 năm 2020  |                      |                                                                                     | Mishustin                           |
| Marat Khusnullin      | 21 tháng 1 năm 2020  |                      |                                                                                     | Mishustin                           |
| Viktoria Abramchenko  | 21 tháng 1 năm 2020  |                      |                                                                                     | Mishustin                           |
| Alexey Overchuk       | 21 tháng 1 năm 2020  |                      |                                                                                     | Mishustin                           |